# Pseudorhaphiptera longicollis
Pseudorhaphiptera longicollis är en skalbaggsart som beskrevs av Stefan von Breuning 1956. Pseudorhaphiptera longicollis ingår i släktet Pseudorhaphiptera och familjen långhorningar. Inga underarter finns listade i Catalogue of Life.